# Rodolphe Louis d'Erlach
Rodolphe Louis d'Erlach (1749-1808) est un officier et écrivain suisse, membre de la famille d'Erlach.

## Biographie
Rodolphe Louis d'Erlach tenta vainement en 1801 de rétablir l'ancienne constitution du pays et commanda l'armée fédérale en 1802. Voyant ses efforts inutiles, il rentra dans la vie privée.

## Œuvres
- Code du Bonheur, Lausanne 1788.
- Précis des devoirs du souverain, Lausanne/Paris 1791.
- Betragen der verschiedenen helvetischen Regierungen und Rechtfertigung von dem gegen sie gemachten Aufstand des schweizerischen Volkes, 1803.

## Source
Cet article comprend des extraits du Dictionnaire Bouillet. Il est possible de supprimer cette indication, si le texte reflète le savoir actuel sur ce thème, si les sources sont citées, s'il satisfait aux exigences linguistiques actuelles et s'il ne contient pas de propos qui vont à l'encontre des règles de neutralité de Wikipédia.